# 3096 Tage (Buch)
3096 Tage ist eine Autobiografie von Natascha Kampusch, worin sie ihre von 1998 bis 2006 währende Gefangenschaft in der Hand eines Kindesentführers beschreibt. Mit ihrem Buch, das sie in Zusammenarbeit mit zwei Co‑Autorinnen verfasste und vier Jahre nach ihrer Selbstbefreiung veröffentlichte, wollte Kampusch die Deutungshoheit über ihren „Fall“ gegenüber den Boulevardmedien und weiten Teilen der Öffentlichkeit zurückgewinnen. Eine gleichnamige Verfilmung des Buches kam 2013 in die Kinos. Unter dem Titel 10 Jahre Freiheit setzte Kampusch 2016 ihre Autobiografie fort.

## Inhalt

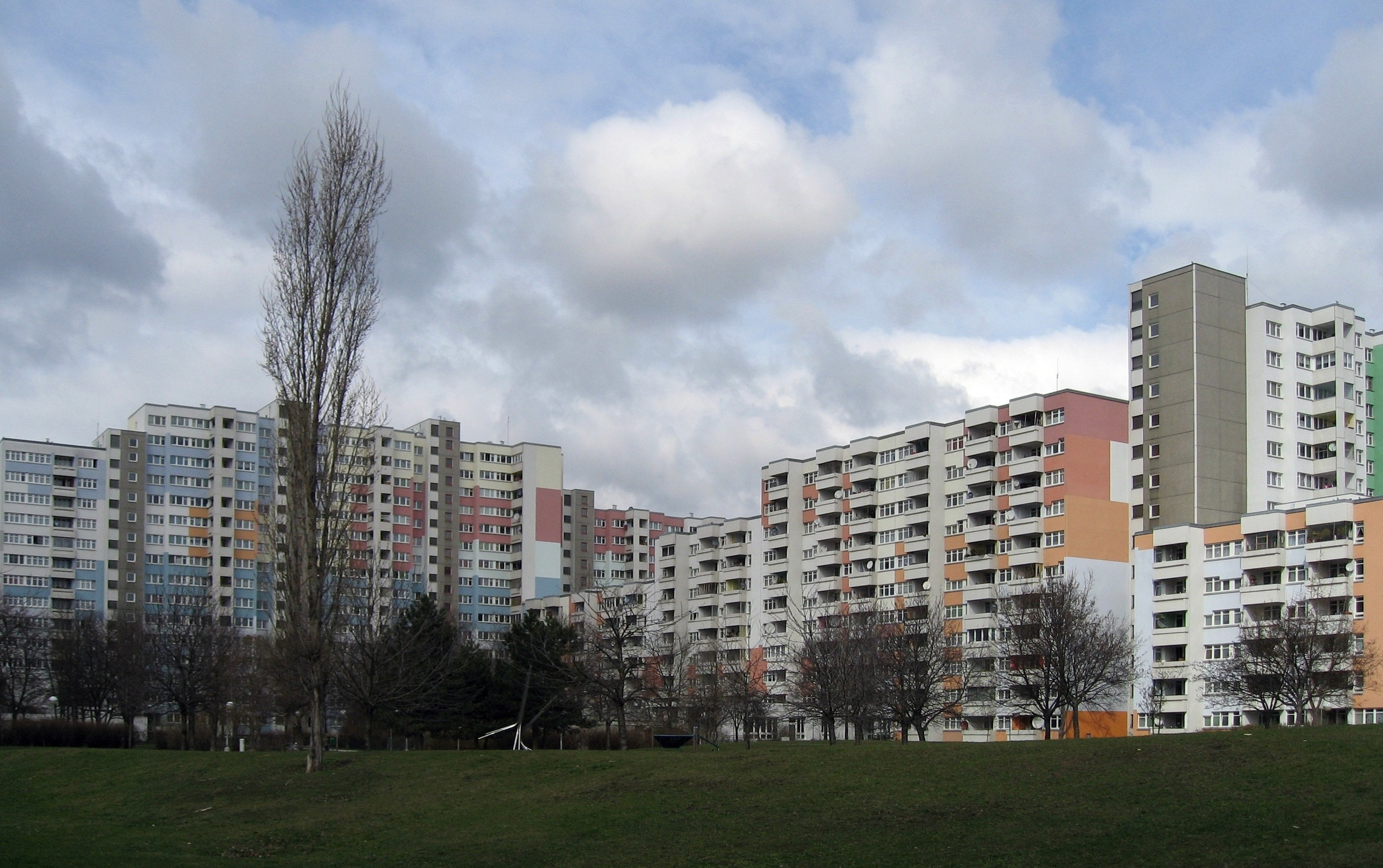
Wien, Rennbahnweg: Hier wächst Natascha auf. Die Großwohnsiedlung bleibt für sie eine „fremde Welt“.

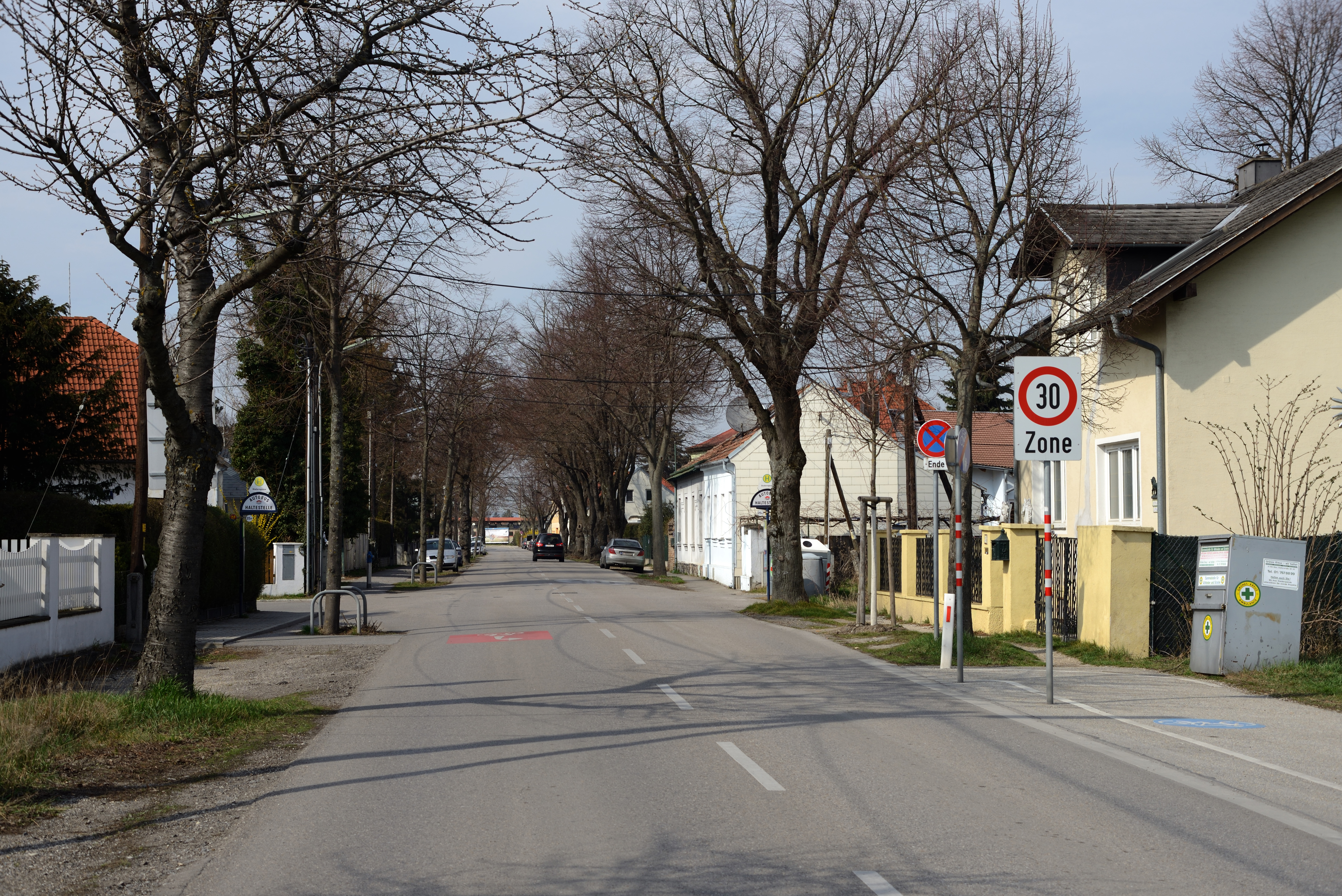
Wien, Süßenbrunn: „Nur wenige Autominuten“ entfernt die ihr liebere „andere Welt“ ihrer Großmutter.

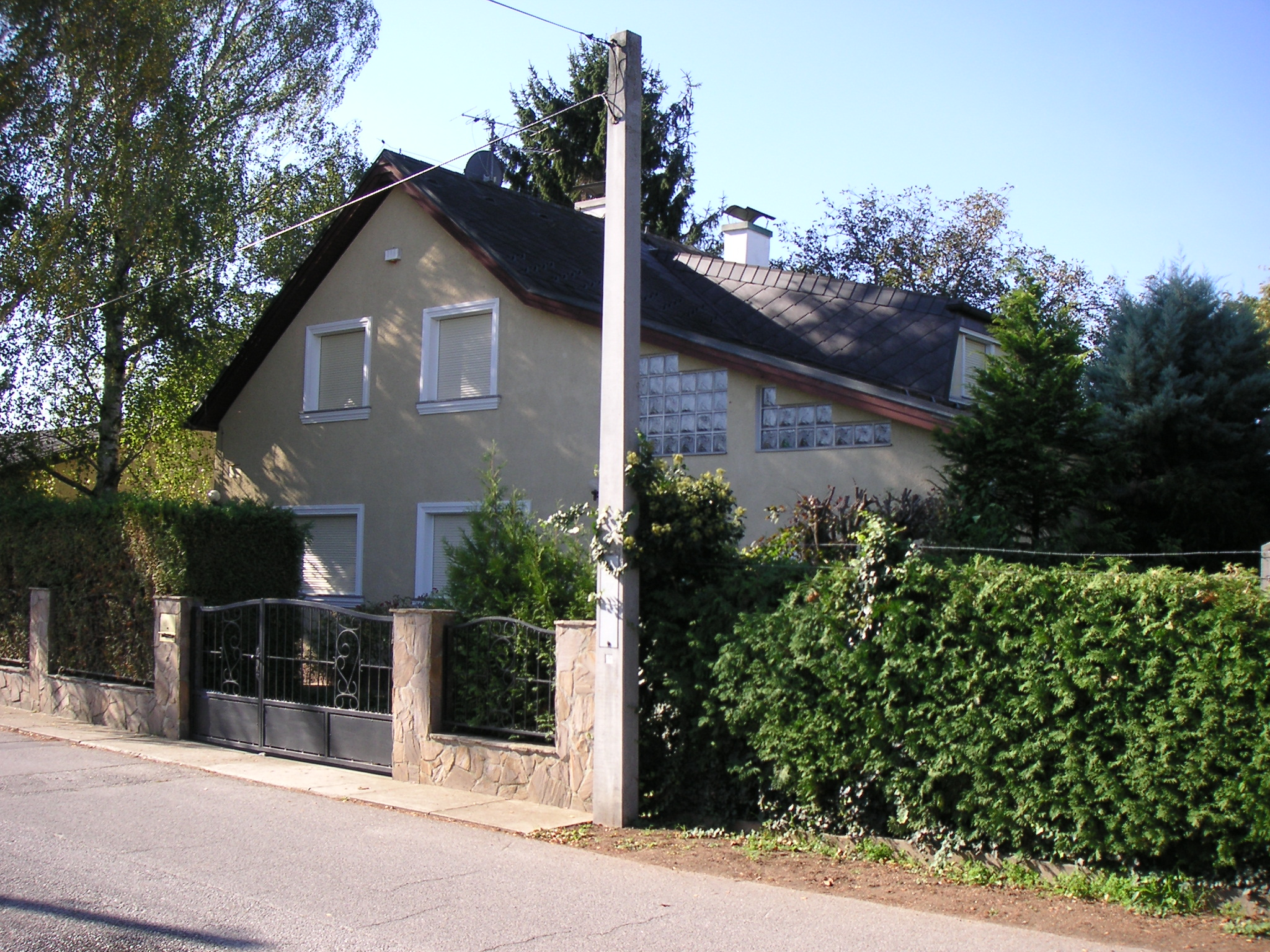
Strasshof: Das Haus ihrer 3096‑tägigen Gefangenschaft. Der Rennbahnweg wie auch Süßenbrunn sind nur gut 15 km entfernt.

Die beiden Anfangskapitel widmet Kampusch ihrer Kindheit und dem Tag ihrer Entführung. Ihre ersten Lebensjahre, so ihre Erinnerung, waren von Aufmerksamkeit und Liebe geprägt, zu der alle in ihrer Patchwork-Familie beitrugen: ihre unverheirateten Eltern, zwei bereits erwachsene Töchter aus der früh geschiedenen Ehe ihrer Mutter sowie ihre Großmutter väterlicherseits, bei der sie sich besonders heimisch fühlte. Weitere Fixpunkte bildeten die zwei Tante-Emma-Läden, die ihre Eltern führten, und die Fahrten mit ihrem Vater, der als Juniorchef der elterlichen Bäckerei seine kleine Tochter beim Ausliefern der Waren oft mitnahm und sich gern mit ihr schmückte, begünstigt dadurch, dass ihre Mutter, gelernte Schneiderin, mit Hingabe für ihr gewinnendes Äußeres sorgte. Als Kampusch fünf Jahre alt war, trennten sich die Eltern. Vorausgegangen waren zwei Jahre oft heftigen Streits, in denen sie sich zeitweise vernachlässigt fühlte. Aus dem zuvor selbstbewussten, fröhlichen Mädchen wurde so ein zunehmend verunsichertes Kind. Ihr einsetzendes Bettnässen hätte Signalwirkung haben können, doch es trug ihr neben dem Spott durch Gleichaltrige auch Herabsetzung seitens ihrer Mutter und Erzieherinnen ein. Später kam noch eine beginnende Esssucht hinzu, die, in Tateinheit mit unkontrolliertem Fernsehkonsum, in ihrer Selbstwahrnehmung aus einem pummeligen ein dickes Mädchen machte.
Der Vorabend ihrer Entführung ist überschattet von einem Streit mit ihrer Mutter, die ihr den weiteren Umgang mit ihrem Vater verbietet. Trost findet Kampusch daraufhin einmal mehr in der Gewissheit, in acht Jahren volljährig zu sein und über ihr Schicksal selbst bestimmen zu können. Ihr zehnter Geburtstag, der wenige Tage zurückliegt, hat ihren Kompass noch fester auf dieses Ziel ausgerichtet; in einem ersten Schritt hat sie ihrer Mutter das Zugeständnis abgerungen, allein zur Schule gehen zu dürfen. Fokussiert darauf, ihre Selbstständigkeit zu beweisen, verlässt sie am Morgen des 2. März 1998 das Haus ohne Abschied (im Bewusstsein, gegen etwas zu verstoßen, was ihrer Mutter heilig ist), hört nicht auf das mulmige Gefühl, das der in einer stillen Nebenstraße einsam parkende Lieferwagen in ihr auslöst, und redet sich ein, sie müsse die „Prüfung“ bestehen, an dem davor stehenden Mann mutig vorbeizugehen. Das wird von ihm vereitelt. 

### Entführung und Gefangenschaft

#### Der Entführer
Der Entführer erweckt zunächst den Eindruck, nur ein Mittelsmann zu sein. Nachdem er die vermutlich vorgetäuschte Übergabe in einem Waldstück für gescheitert erklärt hat, bringt er das Mädchen an den vorbereiteten Zielort: ein knapp 5 m² kleines, fensterloses, schalldichtes Kellerverlies, dessen spärliche Frischluftzufuhr über einen Ventilator erfolgt und dessen Zugang so perfekt getarnt ist, dass er selbst bei einer Durchsuchung des von ihm allein bewohnten Elternhauses vermutlich nicht entdeckt werden würde. Seinen Namen, Wolfgang Přiklopil, und den Wohnort, Strasshof, verschweigt er ihr nicht. Er lenkt ihre Ängste weiterhin auf seine angeblichen Auftraggeber und gibt sich so den Anschein eines Beschützers. Er erfüllt kleinere Wünsche (Bücher, Videos, Kalender, Wecker, Computerspiele …), wenn auch oft erst auf mehrmalige Bitte. Nach und nach reglementiert er den Tagesablauf und das Verhalten des Mädchens, teils durch Technik (Zeitschaltuhr, Gegensprechanlage), teils durch Gebote, wie denen, stets den Blick gesenkt zu halten und nur nach Aufforderung zu sprechen. Zugleich versucht er sie zu verunsichern: Er behauptet, ihre Eltern weigerten sich, Lösegeld zu zahlen, und redet ihr ein, sie sei ohnehin nie geliebt worden und er ihr „Retter“. Nach einem Jahr verbietet er ihr jedwede Äußerung über ihre frühere Identität und besteht auf einem neuen Namen; sie einigen sich auf Bibiana. Erst als er sie genügend gefügig glaubt, öffnet er das mehrfach gesicherte Verlies einen Spalt weit in Richtung Außenwelt – nur um sie dort, in seinem Haus, noch mehr zu unterwerfen. Die klinische Sauberkeit und Ordnung, die in seinen Räumen herrscht, ist Erbteil seiner Mutter, die diesen Zustand konserviert und ihren Sohn bekocht bei ihren regelmäßigen Aufenthalten an den Wochenenden. In der Woche muss nun das Mädchen ihre Rolle übernehmen. Er verlangt von ihr Perfektion; Nichtgelingen oder gar Widerstand löst bei ihm Aggressionsschübe aus; er schlägt sie, und die Hemmschwelle für seine Gewaltausbrüche sinkt von Mal zu Mal. Bald beutet er ihre Arbeitskraft noch rücksichtsloser aus: erst beim Ausbau des Dachgeschosses, dann bei der Sanierung einer Wohnung in der Wiener Innenstadt, die der arbeitslose Nachrichtentechniker gekauft hat, um zu Geld zu kommen. Zu dem Zeitpunkt hat er sich mit der inzwischen jungen Frau schon einige Male in die Öffentlichkeit gewagt, unter Androhung von sofortiger Gewaltanwendung gegen jedermann für den Fall, dass sie Hilfe sucht. Ganz sicher ist er sich dabei in keinem Moment; er ist krankhaft misstrauisch, und sie – noch immer ein Mensch.

#### Die Entführte
Als die Zehnjährige entführt wird, täuscht sie sich gleich mehrfach, bedingt durch ihren Fernsehkonsum, der auf eben diese Taten fixiert war. Sie meint, als „dickes“ Mädchen passe sie nicht ins Beuteschema, glaubt bereitwillig an die vermeintlichen Auftraggeber (eines Kinderpornorings, wie sie vermutet), und hält ihren Entführer für kaum bedrohlich. Einmal in seiner Macht, hilft ihr die Täuschung über ihn aber auch. Sie fügt sich und kooperiert; er geht seinerseits auf manche ihrer Wünsche und Bedürfnisse ein, ermöglicht sinnvolle Beschäftigungen wie Lesen, Musikhören, Lernen, Malen, Basteln, Handarbeiten … Auch legt er mit Hand an, um ihr Verlies etwas wohnlicher zu machen. Für Sauberkeit, „bis alles glänzte und frisch duftete“, sorgt sie von sich aus; vertraute Gerüche oder Bilder, die sie an die Wand malt, verschaffen ihr ab und an die Illusion, zuhause zu sein. Allerdings hütet sie sich, das preiszugeben; seine Taktik, Zweifel an der Liebe ihrer Eltern zu säen, rührt an einem wunden Punkt. So akzeptiert sie sogar ihren neuen Namen. Doch sie setzt seiner Willkür auch Grenzen. Als er sie auffordert, ihn nur noch mit „Maestro“ anzusprechen, weigert sie sich ebenso hartnäckig (und mit Erfolg) wie in dem Moment, als er sie nötigen will, vor ihm niederzuknien. Zu dem Zeitpunkt hat er sie schon fast zu einer Marionette gedrillt, die außer ihrer Todesangst kaum noch etwas fühlt. Über Jahre hinweg missbraucht er sie de facto als Arbeitssklavin und lässt sie gleichzeitig hungern, mit der (einen weiteren wunden Punkt treffenden) Begründung, sie sei zu dick. Das führt dazu, dass sie die Rückkehr in ihr Verlies an den Wochenenden nun oft als befreiend empfindet. Allerdings weiß sie auch, dass sie das Gefängnis längst schon in sich trägt. Mehrmals hat sie die Chance, in der Öffentlichkeit auf sich aufmerksam zu machen, nicht genutzt; mehrmals hat er die auf Schritt und Tritt Bewachte vor die Tür gestoßen mit der Aufforderung wegzulaufen; mehrmals hat sie sich schon das Leben nehmen wollen. Etwas hat sie sich aber noch bewahrt, aus dem sie Kraft schöpft: ihren Vorsatz, mit 18 selbstständig zu werden. In einem besonders bedrängten Moment erscheint er ihr wieder, in Gestalt ihres eigenen zukünftigen Ichs, „groß und stark, selbstbewusst und unabhängig“, das ihrem jetzigen, fremdbestimmten helfend die Hand reicht und ihr auch beisteht an jenem 23. August 2006, dem 3096. Tag ihrer Entführung …

### Kritische Aufarbeitung
Kampuschs Autobiografie verzichtet auf spannungs- und erregungssteigernde Effekte. Sie setzt eher auf eine nüchtern-sachliche Betrachtung aus dem Abstand von vier Jahren nach ihrer Selbstbefreiung. Ein Gewinn, den die zeitliche Distanz mit sich bringt, liegt im persönlichen Erkenntniszuwachs, den die Ich‑Erzählerin oft mit einem „Heute weiß/denke/glaube ich …“ einleitet. Ein weiterer Schwerpunkt ergibt sich aus ihrer Aufarbeitung all dessen, was sie mit Blick auf die Medien, die Exekutive und die öffentliche Erwartungshaltung als kritikwürdig ansieht oder zumindest unangenehm berührt hat. Das betrifft hauptsächlich die „Nachwehen“ ihres Entführungsfalls.

#### Medien
„Mein Fall war der erste, bei dem die sonst eher zurückhaltenden österreichischen und deutschen Medien alle Schranken fallen ließen“, gibt Kampusch eine Aussage von Medienwissenschaftlern wieder. In den ersten Tagen nach ihrer Befreiung zunächst geschützt untergebracht in der geschlossenen Station einer Kinder- und Jugendpsychiatrie, entging sie dem „Mediensturm“ dennoch nicht ganz: Fotografen seien auf Bäume geklettert, Reporter hätten versucht, sich als Krankenpfleger verkleidet einzuschleusen, ihre Eltern mit Interviewanfragen überhäuft und Dinge, die sie in ihrem Verlies selbst vor dem Täter hatte verbergen können, „in die Öffentlichkeit gezerrt, die sich ihre eigene Wahrheit zurechtlegte“. Um dem entgegenzuwirken, entschloss sie sich nach zwei Wochen, in einem TV- und zwei Zeitungsinterviews ihre Geschichte selbst zu erzählen. Zuvor hatte sie den Rat ausgeschlagen, in die Anonymität „unterzutauchen“ (um ein „normales Leben“ führen zu können), und trat so mit ihrem „vollen Namen und mit unverhülltem Gesicht vor die Kameras“.
Ihre Offenheit half nicht. „Die Medien ließen nicht locker, eine Schlagzeile jagte die nächste, immer abenteuerlichere Mutmaßungen bestimmten die Berichterstattung.“ Hinzu kam die „absolute Horrorvorstellung“, dass das von Schaulustigen umlagerte Haus Přiklopils (der noch am Tag ihrer Flucht Selbstmord begangen hatte) von einem „perversen Bewunderer des Verbrechers“ gekauft werden könnte, um es zu einem „Wallfahrtsort“ zu machen. Das verhinderte Kampusch, indem sie dafür sorgte, dass ihr das Haus als „Schadensersatz“ zugesprochen wurde. In den Monaten danach wurde ihr allmählich bewusst, dass sie in ein „neues Gefängnis“ mit „subtileren Mauern“ geraten war, „gebaut aus einem überbordenden öffentlichen Interesse“, das jeden ihrer Schritte bewertete. „Ich war durch ein schreckliches Verbrechen zu einer bekannten Person geworden. Der Täter war tot – es gab keinen Fall Přiklopil. Ich war der Fall: der Fall Natascha Kampusch.“ Das sollte sich 2008 bestätigen, als „ihr“ Fall neu aufgerollt wurde.

#### Exekutive
Erst zwei Jahre nach ihrer Befreiung erfuhr Kampusch – und mit ihr die Öffentlichkeit –, dass sie schon wenige Wochen nach ihrer Entführung hätte entdeckt werden können. Zwei Gelegenheiten blieben ungenutzt. Ein Mädchen war Zeugin der Tat gewesen und konnte das Fahrzeug beschreiben, worauf die Polizei ankündigte, die Wagen dieses Typs und ihre Halter zu überprüfen. Přiklopil hatte so die Chance, die Spurensuche zu erschweren; als „Alibi“ gab er an, am fraglichen Tag allein zuhause gewesen zu sein. Verfolgte man diese erste Spur nachlässig, ging man der zweiten überhaupt nicht nach. Auf einen präzisierten polizeilichen Aufruf hin, man suche einen weißen Kastenwagen mit einem Kennzeichen aus dem Bezirk Gänserndorf, hatte ein Anrufer eine in Frage kommende Person beschrieben, die klar auf Přiklopil hinwies, doch diesen hatte man ja schon ausgeschlossen. Die vielen erheblichen Verdachtsmomente, die der Anrufer, ein Polizeihundeführer, benennen konnte, hätten dennoch genügt, jede der später gegründeten Sonderkommissionen sofort zu alarmieren, jedoch – die Akte wurde „verschlampt“ …
Damit nicht genug. Als diese gravierende Ermittlungspanne unmittelbar nach Kampuschs Wiederauftauchen vom damaligen Direktor des Bundeskriminalamts, Herwig Haidinger, entdeckt wurde, erteilte das Innenministerium, das einen Polizeiskandal befürchtete, ihm die Weisung, mit Rücksicht auf die bevorstehenden Nationalratswahlen vorerst Stillschweigen zu bewahren. Doch auch danach hielt man die brisanten Informationen unter Verschluss. Als Haidinger 2008, nach seiner Abberufung, mit ihnen an die Öffentlichkeit ging, habe dies „fast eine Staatskrise ausgelöst“, so Kampusch. Die neugebildete Ermittlungskommission sei jedoch weniger den Schlampereien auf den Grund gegangen, sondern habe ihre Aussagen in Frage gestellt und öffentlich darüber spekuliert, ob sie von Mittätern erpresst werde. Erst 2010 habe man diesen Verdacht fallengelassen; der Fall galt als abgeschlossen, Přiklopil als Einzeltäter.

#### Öffentliche Erwartungshaltung

##### Gegenüber dem Täter
„Am wenigsten verzieh man mir“, schreibt Kampusch, „dass ich den Täter nicht so verurteilte, wie es die Öffentlichkeit erwartete.“ Er sollte partout ein „Monstrum“ sein, durfte keinerlei menschliche Züge haben. Die gesteht sie ihm aber zu. Es habe „bei all dem Martyrium auch kleine menschliche Augenblicke“ gegeben, „kleine Wohltaten wie das Sonnenbad oder den Besuch im Pool der Nachbarn“, oder die „Momente, in denen er mich etwa beim Malen, Zeichnen oder Basteln unterstützte und mich ermunterte, immer wieder von vorne zu beginnen, wenn mir etwas nicht gelang“. Dafür sei sie ihm damals dankbar gewesen und sei es noch heute. Letztlich habe der Täter nichts anderes gewollt als viele andere auch – „seine kleine, heile Welt, mit einem Menschen, der ganz für ihn da war“. Da ihm das auf normalem Weg nicht gelungen sei, habe er den Umweg über ein Verbrechen gesucht, indem er ein Kind entführte und so lange isolierte, bis er glaubte, es nach seinem Bild neu „erschaffen“ zu können. Ob er das bei ihr erreicht habe, könne sie nicht mit Sicherheit sagen; „gebrochen“ habe er sie indes nie.
Kampusch lässt keinen Zweifel daran, dass der Täter sie volle achteinhalb Jahre lang missbraucht hat. Die Annahme jedoch, ihm sei es dabei hauptsächlich um Sex gegangen, weist sie zurück. Daher habe die Boulevardpresse mit einer der ersten Schlagzeilen über ihn – Die Sexbestie – „weit daneben“ gelegen. Die „kleinen sexuellen Übergriffe“ von seiner Seite habe sie eher den „täglichen Drangsalierungen“ in Gestalt von Tritten, Schlägen usw. zugerechnet. Als sie sich im Alter von 10 von ihm nackt waschen lassen musste, habe er sie „abgeschrubbt wie ein Auto“, und als sie ab dem Alter von 14 gelegentlich die Nacht mit ihm in seinem Bett verbringen musste (mit Kabelbindern an ihn gefesselt), sei es ihm um Körperkontakt gegangen, um „Kuscheln“. Diesbezüglich weiter ins Detail zu gehen widerstrebe ihr; nachdem ihr „Leben in Gefangenschaft in unzähligen Berichten, Verhören, Fotos zerpflückt“ worden sei, wolle sie sich diesen Teil als den „letzten Rest an Privatsphäre“ bewahren.

##### Gegenüber dem Opfer
Dass nichts nur schwarz oder weiß und niemand nur gut oder böse sei, auch ein Entführer nicht, höre die Öffentlichkeit, so Kampuschs Erfahrung, von einem Entführungsopfer nur ungern. Eine solche Bereitschaft zur Differenzierung tue man schnell mit einem einzigen Wort ab: Stockholm-Syndrom. Für sich lehnt sie diese „Diagnose“ entschieden ab. Sie bestreitet keineswegs, dass auch sie ein Verhalten entwickelte, bei dem das Opfer mit dem Täter „sympathisiert und kooperiert“. Aber sie verwahrt sich dagegen, es zu „pathologisieren“. Es handle sich um keine Krankheit, sondern um eine „Strategie des Überlebens in einer ausweglosen Situation“, sei also völlig normal. Die Tatsache, dass sie selbst als Opfer dem Täter die Menschlichkeit nicht absprach (und ihm auch gesagt habe, dass sie ihm verzeihe), habe sicher dazu beigetragen, dass er sie nicht ganz verlor.
Kampusch war nicht ganz unvorbereitet auf das, was sie nach einer möglichen Befreiung von Seiten der Öffentlichkeit erwartete. Ab März 2004 verfolgte sie den Prozess gegen den mehrfachen Kindesentführer und Mörder Marc Dutroux (sie durfte fernsehen und Radio hören, seit der Täter sicher sein konnte, dass nicht mehr nach ihr gefahndet wurde); daraus lernte sie, dass man Opfern von Gewaltverbrechen nicht immer glaubt und dass die Empathie ihnen gegenüber leicht in Ablehnung umschlagen kann, wenn sie dem Erwartungsbild nicht entsprechen. Ähnliches widerfuhr ihr auch. Sie bekam viel Post, was sie natürlich freute, vor allem dann, wenn aus ihr ehrliches Interesse an ihrer Person sprach; nicht wenige seien aber ganz selbstverständlich davon ausgegangen, dass sie als Opfer „gebrochen“ sein und dies auch bleiben müsse. Da sie sich in diese Rollenzuweisung jedoch nicht schickte, fand man dann einiges „eigenartig“ (dass sie nicht zu ihrer Mutter zog, sich eine Wohnung leisten konnte usw.) und glaubte bereitwillig manchem Gerücht.

## Rezeption
Das deutsche Feuilleton war sich einig in der Wertschätzung des Buches und hob lediglich unterschiedliche Aspekte hervor. Sophie von Maltzahn (Die Zeit) zeigte sich von der Lektüre angetan, weil ihr die Protagonistin als „emanzipierte Frau“ begegnete. Christian Geyer (FAZ) rückte die psychologischen Einblicke, die die Ich‑Erzählerin gewährt, in den Fokus und nahm Bezug auf konkrete Textstellen, wie ihre Abgrenzung vom Stockholm-Syndrom oder die Abwehrtechnik, die sie intuitiv entwickelt hatte, um sich dem „Sog der Ohnmacht“ nach Gewalterfahrungen zu widersetzen. Wolfgang Luef (Süddeutsche Zeitung) erinnerte an die „vielen maliziösen Unterstellungen“, die der Boulevard in den Jahren zuvor über Kampusch verbreitet hatte, und sah in ihrem Buch den Versuch, mit „ihrer Version der Geschichte“ die Deutungshoheit über ihr Leben ein Stück weit zurückzuerobern.

## Beglaubigung
Die Lektüre von 3096 Tage lässt keinen Zweifel daran, dass es Kampusch nicht nur um „ihre“ Version geht, sondern um die Wahrheit. Diesen Anspruch glaubhaft zu vermitteln gelingt ihr nicht zuletzt dadurch, dass sie nicht in jedem Punkt auf alleiniger Deutungshoheit besteht, wie zum Beispiel in der Frage der immer wieder angezweifelten Einzeltäterschaft Přiklopils. Ihre Glaubwürdigkeit bestärkt hat auch der Hamburger Ex‑Polizist und Journalist Peter Reichard – aus seiner Sicht gleich dreifach. Auf Basis seiner langjährigen Kontakte zu Kampusch und ihrem Umfeld entstanden eine filmische Dokumentation (2010) sowie ein Buch (2016), dessen Hauptteil eine akribisch recherchierte Chronologie bildet und dessen „Epilog“ den Inhalt von bis dahin unbekannten Videos wiedergibt, die der Entführer vorwiegend an Geburts- und Feiertagen drehte. Während Kampusch sich gegen die Veröffentlichung des Buches, in dem der Inhalt der Videos beschrieben wurde, wehrte (und vor Gericht mit ihrer Klage scheiterte), hält Reichard gerade sie für besonders geeignet, Kampuschs Aussagen insgesamt zu beglaubigen (worin ihm Stefan Aust in seinem Vorwort beipflichtet), und bemerkt in seiner Einleitung zum Epilog: „[Wir] konnten uns mit eigenen Augen davon überzeugen, dass alles, was Natascha Kampusch uns bis dahin über die Zeit ihrer Gefangenschaft erzählt hatte sowie in ihrem Buch, zahlreichen Interviews und in den Gesprächen mit Filmproduzent Bernd Eichinger für ihren Kinofilm beschrieben hatte, bis ins kleinste Detail mit dem Inhalt der irren Heimvideos übereinstimmte.“

## Verfilmung
Bernd Eichinger erwarb 2010 die Rechte an der gleichnamigen Verfilmung des Buches. Er war auch Co‑Autor des Drehbuchs, verstarb jedoch vor dessen Vollendung. Regie führte Sherry Hormann, Kameramann war Michael Ballhaus, die Hauptrolle wurde mit Antonia Campbell-Hughes besetzt. In die Kinos kam der Film 2013.

## Ausgaben
- Natascha Kampusch: 3096 Tage. Mit Heike Gronemeier und Corinna Milborn. List, Berlin 2010, ISBN 978-3471350409.
- Natascha Kampusch: 3096 Tage. Mit Heike Gronemeier und Corinna Milborn. Ullstein, Berlin 2012, ISBN 978-3548374260.